# Makhnobevægelsen
Makhnobevægelsen (ukrainsk:  Махновщина Makhnovshchina; officielt Ukraines Revolutionære Oprørshær (ukrainsk: Революційна Повстанська Армія України)) var en anarkistisk militær enhed i Ukraine bestående af primært bønder og arbejdere, der var under kommando af anarkisten Nestor Makhno under Den russiske borgerkrig i 1917-1922.
Bevægelsen støttede militært de "frie sovjetter" og  de libertarianske kommuner i det Frie Territorium (i det nuværende østlige Ukraine) i et forsøg på at oprette et statsløst libertariansk-kommunistisk samfund fra 1918 til 1921 under Den ukrainske revolution.
Bevægelsen kæmpede i begyndelsen af urolighederne i Ukraine mod både Den hvide hærog Den røde hær, men indgik i 1920 en fredsaftale med bolsjevikkere og sovjetregeringen i Moskva, hvorefter Makhnobevægelsen udførte afgørende militæroperationer i Ukraine og på Krim i nedkæmpningen af den hvide hær og kosakkerne. Kort efter nedkæmpningen lod Sovjetunionen Maknobevægelsens ledere arrestere og henrettede dem. Nestor Makhno nåede dog at flygte. Kort efter nedkæmpede Sovjetunionen de resterende rester af bevægelsen.